# Scannello

Tagli di carne bovina

Lo scannello (anche noce o fesa) è un tipo di taglio di carne appartenente al quarto posteriore della coscia del bovino (si sviluppa intorno al femore per tutta la sua lunghezza e la rotula in posizione distale). Confina con il fianchetto, lo scamone e la sottofesa. Costituita da muscoli, è categorizzata come prima scelta, anche per la sua tenerezza

## Nomi locali
A seconda delle regioni d'Italia, assume vari nomi: Boccia Grande a Torino, Pescetto a Genova, Noce a Milano e Verona, Bordone a Bologna, Soccoscio a Firenze, Tracoscio a Roma, pizzo a cannella o piccione a Napoli. 

## Uso
Indicata in cucina nella preparazione di fettine impanate, pizzaiola e bourguignonne. Se ne ricava anche la bresaola.